# Élève-officier
Selon les pays, élève officier peut être un statut ou le premier grade d'officier.

## France
Selon le statut général des militaires français et la nomenclature des Grades de l'Armée française, élève-officier n'est pas un grade militaire. C'est un titre compréhensible de tous, conféré à une personne admise à suivre une formation d'officier dans les forces armées. 
Dans les armées françaises, la dénomination d' élève officier est généralement donnée aux officiers en formation dans leurs premiers mois de formation initiale. Ils sont rapidement promus au grade d'aspirant ou de sous-lieutenant. Bien que les deux notions soient assez proches, aspirant est un véritable grade, ce qui signifie que l'officier en formation se voit manifester du respect de la part des militaires du rang et des sous-officiers qui le saluent et l'appellent mon lieutenant. Il s'agit donc d'un statut et non d'un grade des futurs officiers durant la première année d'école de formation initiale dans les quatre armes (armée de terre, gendarmerie nationale, armée de l'air et de l'espace et marine nationale) ainsi que dans le service de santé des armées. Ce statut correspond également à un statut d'étudiant dans la marine marchande. Par extension, un élève-officier est une personne suivant sa scolarité au-delà de la première année.
Les insignes de grade des élèves-officiers varient :
- selon l'Armée considérée ;
- selon qu'il s'agit d'un élève officier de réserve ou d'active.

### Élèves-officiers d'active (EOA)
Durant les années en école de formation initiale, les élèves-officiers destinés à devenir officiers d'active, (École polytechnique, Académie militaire de la Gendarmerie nationale, École spéciale militaire de Saint-Cyr, École navale, École de l'air et de l'espace, École militaire interarmes, École militaire supérieure d'administration et de management, École de santé des armées), portent soit le grade d'aspirant, symbolisé par un alpha, soit le grade de sous-lieutenant, soit le grade de lieutenant, soit un grade dépourvu d'insigne particulier, parfois appelé moquette.
L'alpha est généralement doré ou argenté, orné de petits chevrons de couleur rouge.
- École spéciale militaire de Saint-Cyr (ESM)

La scolarité dure généralement trois ans :
- - La première année, dans le troisième bataillon, les élèves sont élèves-officiers. 
 Élève-officier de l'armée de terre , EMIA, EOFIA)
  - La deuxième année, dans le deuxième bataillon, les élèves sont aspirants.
  - La troisième année, les élèves du premier bataillon sont sous-lieutenant. Ils passent lieutenant à la sortie de l'école ;
- Académie militaire de la Gendarmerie nationale (AMGN) :

La scolarité dure deux ans. Les élèves sont sous statut d'élève officier.
- - Les élèves de première année, du deuxième groupement, sont élèves officiers. Selon leur recrutement, les élèves sont 
aspirant  ou sous-lieutenant . Les chevrons rouges de l'alpha des aspirants est semblable à celui des élèves gendarmes (élèves sous-officiers), ce qui met bien en avant le statut d'élève[2].
  - Les élèves de deuxième année, du premier groupement, sont officiers-élèves. Ils sont selon leur recrutement 
sous-lieutenant  ou lieutenant

Tous les élèves sortent de l'école avec le grade de lieutenant ;
- École navale
 Élève de Navale, EFENA ou EOPAN ;
- École de Santé des Armées (ESA)

Les élèves praticiens sont élèves médecins, élèves pharmaciens, élèves vétérinaires ou élèves chirurgiens-dentistes. Ils sont appelés élèves officiers en première année, nommés aspirants la deuxième année et promus lieutenants à partir du troisième cycle, en sixième année. Dès leur entrée à l'école militaire, ils sont élèves praticiens ; dès leur entrée en faculté de médecine, ils sont élèves médecins, élèves pharmaciens ou élèves chirurgiens-dentistes. 
 Élève-officier praticien ;
- École nationale supérieure des ingénieurs de l'infrastructure militaire (ENSIM) 
 Élève-officier ingénieur militaire d'infrastructure ;
- Armée de l'air et de l'espace :
  -  élève-officier de l'École de l'air et de l'espace,
  -  élève-officier du personnel navigant (EOPN) ;

Avant septembre 2020, les élèves-officiers sous contrat des filières encadrement, spécialiste et pilote (formés au 4e bataillon de l'École spéciale militaire de Saint-Cyr) portaient "la crevette", le galon de tradition des élèves officiers de réserve qui consiste en un simple galon droit issu du même ruban que celui de l'alpha des élèves-officiers.

### Élèves-officiers de réserve (EOR)
Cette catégorie d'officiers et d'élèves-officiers était répandue avant la professionnalisation des Armées, en 2000. Le service militaire en France, par le mécanisme de la conscription, obligeait les jeunes hommes à consacrer plusieurs mois à l'activité militaire. Les officiers de réserve (cf réserve militaire) restent une filière utilisée pour former certains officiers des Armées.
Pour ces élèves officiers de réserve, les insignes sont également différents selon les Armées considérées :
- Armée de terre : (à compléter)
- Armée de l'air : les élève officier de réserve de l'Armée de l'air recevaient un insigne de grade spécifique, composé de la paire de fourreaux bleu marine, avec l'épervier doré, sur chacun desquels était cousu un fin galon argenté, en forme de lettre « V », liseré de chevrons de couleur rouge. Ces fourreaux étaient portés sur les pattes d'épaule de la chemise ou du battle-dress.

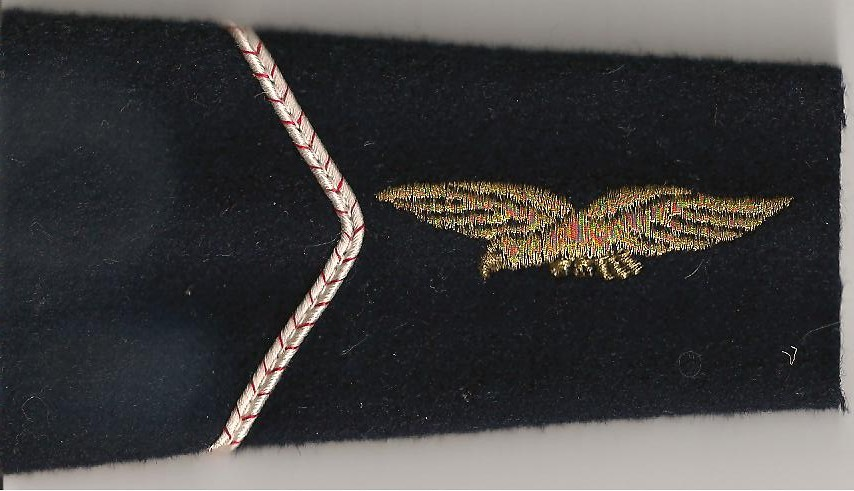
Fourreau d'élève officier de réserve de l'Armée de l'Air

L'insigne de la tenue de combat (« treillis ») était identique : un fin galon argenté, en forme de lettre « V » inversée, liseré de chevrons de couleur rouge. Il était donc porté avec la pointe du « V » vers le haut, sous la forme d'un insigne muni d'un velcro (appelé familièrement « scratch »).

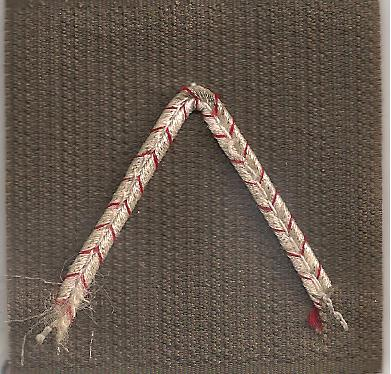
Galon de combat d'élève officier de réserve de l'Armée de l'Air

L'insigne de calot était une barrette de couleur argent, avec une fine barre rouge en son milieu (identique à l'insigne de calot des adjudants de l'Armée de l'air).
Cet insigne de grade spécifique aux élève officier de réserve de l'Armée de l'air était porté durant les quatre mois de formation initiale : deux mois à l'Escadron de Formation des Officiers, puis deux mois de stage de spécialisation.
À l'issue de ces quatre mois d'instruction en tant qu'élève-officier, ce dernier accédait au premier grade d'officier de réserve en étant nommé aspirant.

Ce grade d'aspirant de réserve de l'Armée de l'air était bien un premier grade d'officier et non un grade d'élève-officier. Il ressemblait pourtant aux grades d'élèves-officiers de l'Armée de terre décrits ci-dessus : « gamma » doré liseré de chevrons rouges, sur la manche de grand uniforme, ou « alpha » doré liseré de chevrons rouges, en galon de combat et fourreaux d'épaule. Depuis la professionnalisation, le grade d'aspirant de réserve de l'Armée de l'air est porté par les Volontaires aspirants de l'Armée de l'air (VAAA).
L'Escadron de Formation des Officiers de réserve (EFO), héritier de l'Escadron des Élèves Officiers de Réserve (EEOR) de l'Armée de l'air, disposait d'un insigne particulier : sur un fond (« champ », en héraldique) rouge, un léopard or symbolise la Normandie. Ailé, le léopard signale ainsi son attache à l'arme aérienne. Il tient dans les griffes de sa patte gauche (senestre) une épée également d'or, symbole éminemment guerrier, rappelant aussi le poignard de l'officier de l'Armée de l'air. La devise Vincunt Evocati est inscrite en bas de l'insigne.

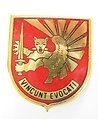
Insigne des élèves officiers de réserve de l'Armée de l'Air

Cet insigne existait soit sous forme métallique (« pucelle »), portée notamment sur l'uniforme de cérémonie, soit sous forme de « patch », porté sur la manche de la chemise ou sur celle du treillis.
La devise des élèves officiers de l'Armée de l'air était donc « Vincunt Evocati », citation tirée d'un passage des Commentaires sur la Guerre des Gaules, de Jules Cesar, généralement traduit par « Les réserves ont vaincu » (et quelquefois par « Les appelés ont vaincu »). Cet insigne est homologué sous la référence A 516, dans le Répertoire des blasons et insignes de l'Armée de l'air, à la date du 27 juin 1952.
- Marine nationale :

### Marine marchande (marine de commerce)
Dans la Marine Marchande, l'élève-officier est un étudiant n'ayant pas encore de diplôme de chef de quart (première et deuxième année du cursus des officiers de première et deuxième classe de la marine marchande). Une fois que l'étudiant possède le diplôme à l'issue de la troisième année, il est appelé officier-élève, jusqu'à l'obtention de son brevet. On utilise également l'argot zef pour désigner l'élève officier en Marine Marchande .

## Maroc
Il s'agit d'un grade porté par les futurs officiers pendant les quatre années de formation. Il existe au sein des forces armées royales, précisément dans les écoles destinées à former des officiers :
- Officiers de carrière :
  - Académie royale militaire de Meknès (ARM)
  - École royale de service de santé militaire (ERSSM)
  - École royale de l'air de Marrakech (ERA)
  - École royale navale de Casablanca (ERN)
- Officiers de réserve :
  - École Mohammadia d'ingénieurs (EMI)
  - École nationale forestière d'ingénieurs (ENFI)

Après avoir terminé leur formation, ils sont promus au grade de sous-lieutenant

## Canada
Dans l'Armée canadienne ainsi que dans l'Aviation royale du Canada des Forces canadiennes, le grade d'élève-officier est le premier grade d'officier. Il est suivi du grade de sous-lieutenant. Bien qu'il s'agisse d'un grade d'officier, les élèves-officiers n'ont pas reçu de commission d'officier et ne sont donc pas salués par les membres du rang.
Dans l'Armée canadienne, l'insigne d'élève-officier est une étoile sur une bande blanche ; dans l'Aviation royale du Canada, il consiste en une bande mince. Son équivalent dans la Marine royale canadienne est le grade d'aspirant de marine.
Le grade d'élève-officier est porté par les officiers en formation. Quelques élèves-officiers des Forces canadiennes reçoivent leur formation militaire et universitaire au Collège militaire royal du Canada à Kingston en Ontario ou au Collège militaire royal de Saint-Jean à Saint-Jean-sur-Richelieu au Québec. Les autres joignent les Forces canadiennes par le biais du programme d'entrée directe des officiers. Après avoir terminé leur formation, ils sont promus au grade de sous-lieutenant.
| Précédé par Adjudant-chef | Élève-officier | Suivi par Sous-lieutenant |

## Pays non francophones
L’appellation « Officer Cadet » en français : « élève officier » utilisée dans l'armée britannique et celle d’aspirant
en français : « candidat officier » utilisée dans l'armée américaine peuvent être assimilées à l'appellation « élève-officier ». Toutefois dans ces armées, c'est le terme de cadet qui désigne le plus souvent les élèves-officiers. D'ailleurs, au Canada où les deux langues sont d’un usage officiel, l’équivalent du terme français « élève-officier » est effectivement « officer cadet » en anglais.